# マオケ山脈
マオケ山脈（マオケさんみゃく、インドネシア語: Pegunungan Maoke）は、ニューギニア島西部の山脈である。標高が比較的高く、ニューギニア島における主要な分水嶺も、この山脈に存在する。

## 地理

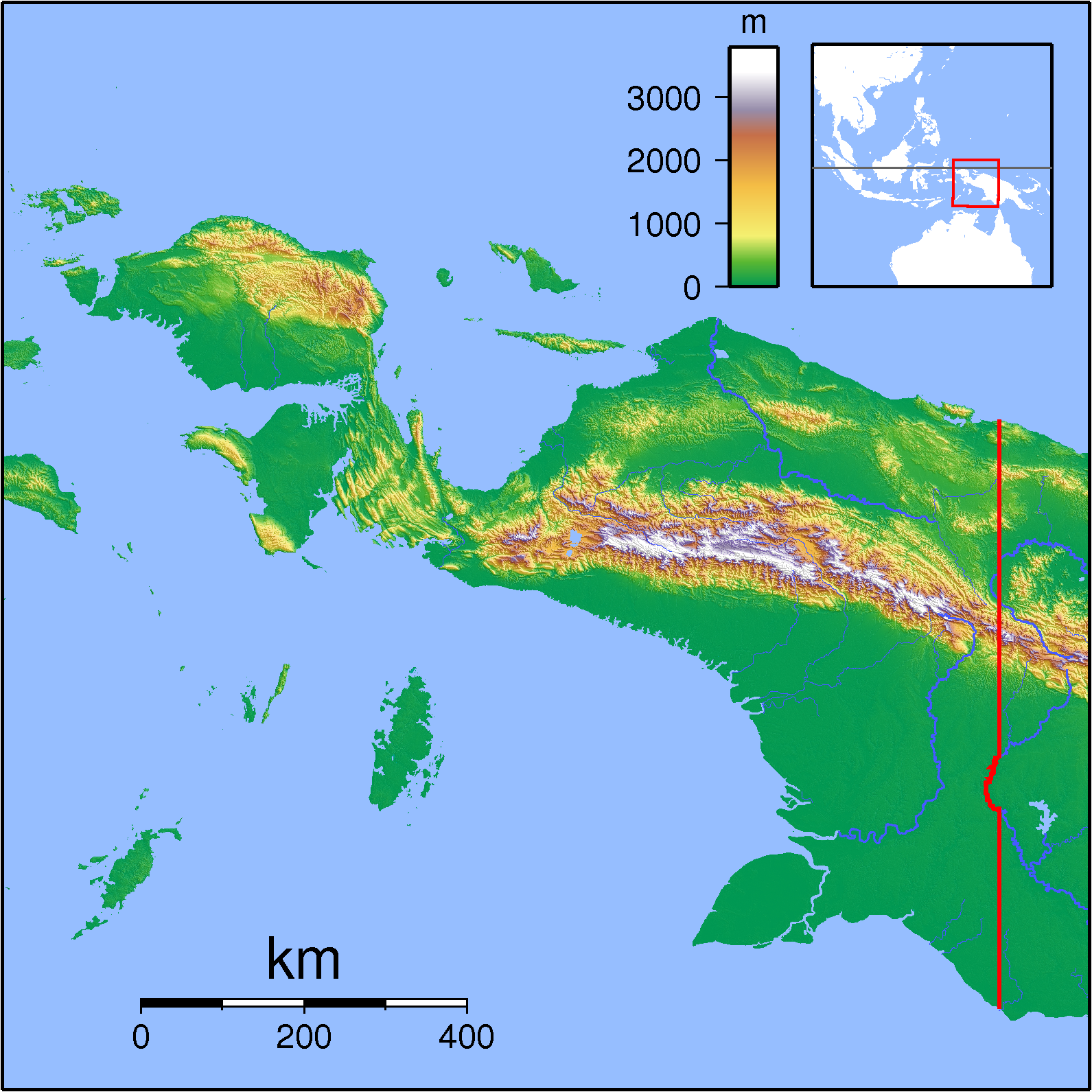
ニューギニア島西部に位置する。マオケ山脈には標高の高い山々も含まれており、この地図では白色で示された高山が連なっている様子が判る。

マオケ山脈は、インドネシアの西パプア州とパプア州に属している。ニューギニア島における脊梁山脈を成しており、概ね東西方向に、長さ約600 kmに亘って山々が連なっている。なお、東端はビスマーク山脈に繋がっている。
マオケ山脈西部のスディルマン山脈に、最高峰のプンチャック・ジャヤ（ジャヤ峰、4884 m）が含まれる。その他の高山として、ジャヤウィジャヤ山脈にマンダラ山（4702 m）などが挙げられる。